# Uras (Italia)
Uras es una localidad italiana de la provincia de Oristán, región de Cerdeña,  con 3.004 habitantes.

## Evolución demográfica
| Gráfica de evolución demográfica de Uras entre 1861 y 2001 |
|                                                            |
| Fuente ISTAT - elaboración gráfica de Wikipedia            |